# Michael Giacchino

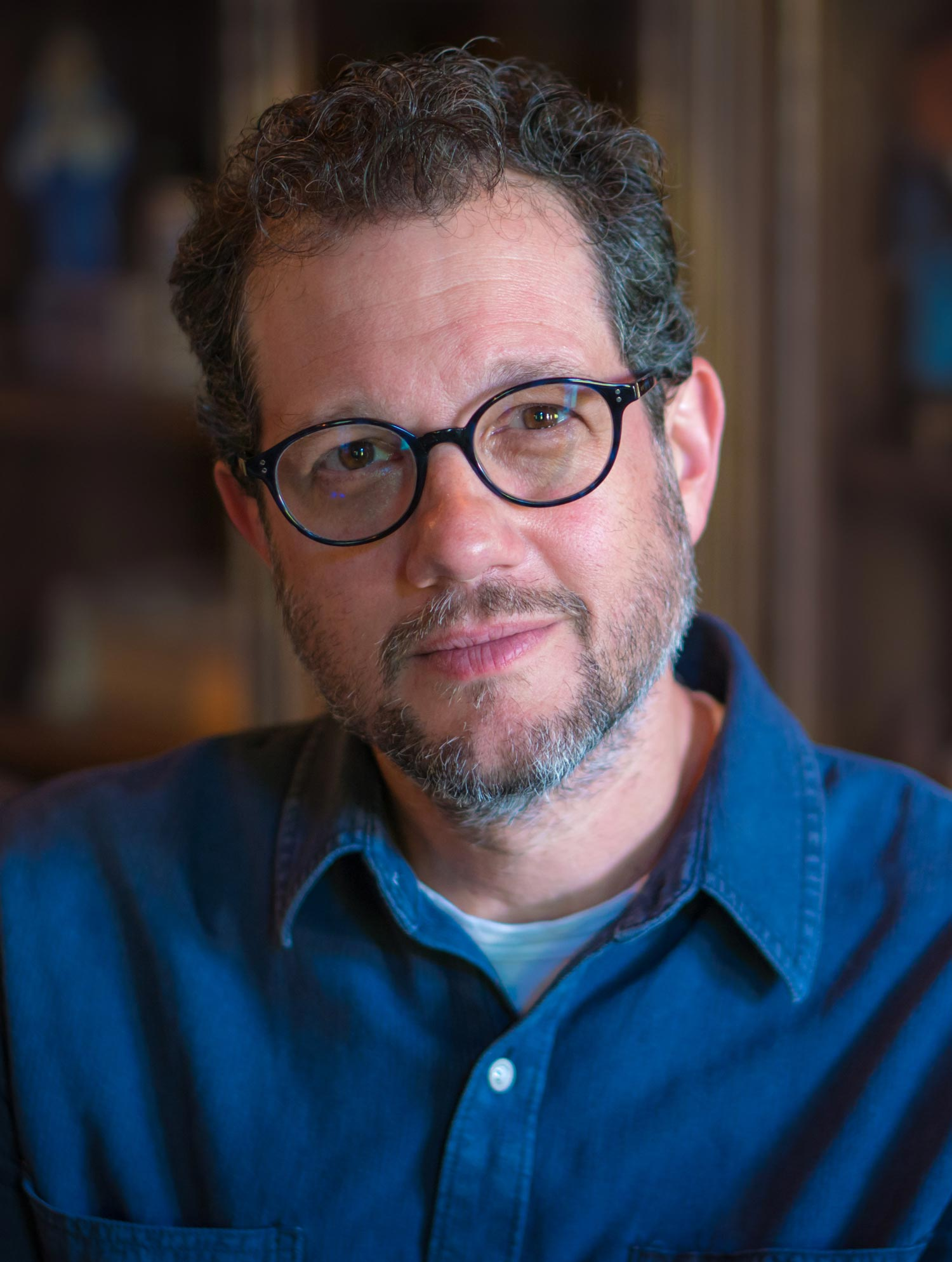
Michael Giacchino (2017)

Michael Giacchino (* 10. Oktober 1967 in Riverside, New Jersey) ist ein US-amerikanischer Komponist und Oscar-Preisträger.
Giacchino wurde bekannt durch seine Arbeit an Videospielen wie Medal of Honor, Call of Duty, Filmen wie Die Unglaublichen, Star Trek und Fernsehserien wie Lost oder Alias – Die Agentin. Für die Filmmusik von Ratatouille wurde er 2008 mit dem Grammy in der Kategorie Bestes komponiertes Soundtrackalbum für Film, Fernsehen oder visuelle Medien ausgezeichnet und für einen Oscar nominiert. 2010 gewann er den Oscar und zwei Grammys für seine Filmmusik in Oben.

## Leben
Bereits im Alter von zehn Jahren kam Giacchino mit der Welt des Films in Berührung. Damals erstellte er mit Vorliebe animierte Kurzfilme, um sie dann mit selbstaufgezeichneten Soundeffekten zu versehen. Sein größtes Hobby war jedoch, die passende Musik auszusuchen und in den Film einzubauen. Letztendlich bewog ihn die Filmmusik zu den Star-Wars-Filmen, ebenfalls Komponist zu werden.
Um diesen Traum zu verwirklichen, besuchte er die Filmhochschule School of Visual Arts in New York City und ging, nachdem er das Studium erfolgreich abgeschlossen hatte, auf die Juilliard School. Neben diesem Aufbaustudium arbeitete er bei den Universal Studios und bei Walt Disney. Für Disney zog Giacchino zwei Jahre später eigens nach Los Angeles und belegte dort den praxisorientierten Studiengang Film Scoring der University of California. Unter anderem übernahm er dabei Jobs, die weniger mit Komposition zu tun hatten, dafür aber auch andere Bereiche der Filmproduktion abdeckten.
1997 wurde Giacchino von DreamWorks beauftragt, die Musik für das Videospiel The Lost World zu komponieren, das auf Steven Spielbergs Kassenhit Jurassic Park basiert. Es sollte neben Star Trek: Starfleet Academy eines der ersten beiden Videospiele werden, dessen Musik von einem großen Orchester eingespielt wurde. Nach weiteren Aufträgen von DreamWorks erhielt Giacchino mit Medal of Honor erstmals die Möglichkeit, für einen Spielblockbuster zu komponieren. Ab diesem Zeitpunkt komponierte er des Öfteren für Weltkriegsspiele, bei denen er sich von Militärmärschen des Zweiten Weltkrieges inspirieren ließ. Der Soundtrack zu Medal of Honor wurde aufgrund der großen Nachfrage auf CD zum Verkauf angeboten und in der Rezension auf Allmusic als „finest video game score ever written“ bezeichnet.
Mit wachsendem Erfolg wurde der Hollywoodregisseur J. J. Abrams auf Giacchino aufmerksam und engagierte ihn für den Soundtrack seiner neuen Serie Alias – Die Agentin. Das Ergebnis ist ein Mix aus Technopop und klassischen Agentenmotiven wie zum Beispiel aus den James-Bond-Filmen, mit denen er später für den Pixar-Animationsfilm Die Unglaublichen wieder in Berührung kommen sollte.
Im Mai 2000 veröffentlichte Giacchino seine erste Symphonie mit dem Namen Camden 2000 im Sony E-Center in Camden, New Jersey. Ein Jahr später gewann Medal of Honor Underground, für das er ebenfalls die Musik geschrieben hatte, den Academy Award of Interactive Arts & Sciences für die beste Komposition für ein Videospiel. Auch der Nachfolger Medal of Honor Frontline gewann den Preis und wurde, wie auch der nächste Teil Medal of Honor Allied Assault und das Pilotspiel Medal of Honor, vom Seattle-Symphony-Orchester unter Giacchino als Dirigent eingespielt.
2004 kam J. J. Abrams erneut auf ihn zurück, da er gerade seine neue Serie Lost vorbereitete. So komponierte Giacchino für alle sechs Staffeln der Serie die Musik. Der Soundtrack zur ersten Staffel erschien im März 2006 im Handel, der für die zweite folgte im September des gleichen Jahres. Ebenso erschienen 2008 der Soundtrack zur dritten Staffel und 2009 der zur vierten Staffel. Wie schon bei Medal of Honor sind derartige Veröffentlichungen nicht die Regel.
Während dieser Zeit komponierte Giacchino zwar immer noch Musik für Videospiele, musste wegen seiner zahlreichen Arbeiten an Kinofilmen aber immer öfter passen. So komponierte er zwar die Titelmelodien von Mercenaries und Black, vervollständigt und orchestriert wurde der Score jedoch von seinem Freund und Kollegen Chris Tilton. Ähnlich verfuhr man bei Medal of Honor, wo die Teile Rising Sun, Pacific Assault und European Assault von Christopher Lennertz vertont wurden.
Giacchino schrieb außerdem die Musik zum Abspann von Cloverfield, die einzige speziell für den Film komponierte Musik. Für die Filmmusik zu Star Trek bekam er eine Grammy-Nominierung, für Oben schließlich den Oscar, Golden Globe, BAFTA Award und den Grammy Award für „The Best Score Soundtrack Album“, die beste Filmmusik.
Im Oktober 2019 gab Giacchino bekannt, dass er bei einer Folge der Serie Star Trek: Short Treks Musik und Regie übernommen hat.
2022 erhielt er für das Lied Married Life aus dem Film Oben eine Goldene Schallplatte in den USA.

## Filmografie

### Filme
- 1995: Buffalo Soldiers
- 1998: No salida
- 1998: Freight
- 1999: Los Gringos (Kurzfilm)
- 2001: The Trouble With Lou
- 2003: Sin – Der Tod hat kein Gewissen (Sin)
- 2004: Die Unglaublichen – The Incredibles (The Incredibles)
- 2005: Sky High – Diese Highschool hebt ab! (Sky High)
- 2005: Die Familie Stone – Verloben verboten! (The Family Stone)
- 2005: Looking for Comedy In The Muslim World
- 2005: Tom and Jerry: The Karate Guard (Kurzfilm)
- 2005: Die Ein-Mann-Band (One Man Band, Kurzfilm)
- 2006: Mission: Impossible III
- 2007: Ratatouille
- 2007: Lifted (Kurzfilm)
- 2008: Cloverfield
- 2008: Speed Racer
- 2009: Star Trek
- 2009: Oben (Up)
- 2009: Earth Days
- 2010: Day & Night (Kurzfilm)
- 2010: Let Me In
- 2011: Super 8
- 2011: Cars 2
- 2011: Mission: Impossible – Phantom Protokoll (Mission: Impossible – Ghost Protocol)
- 2011: 50/50 – Freunde fürs (Über)Leben (50/50)
- 2012: John Carter – Zwischen zwei Welten (John Carter)
- 2013: Star Trek Into Darkness
- 2014: Planet der Affen: Revolution (Dawn of the Planet of the Apes)
- 2014: Sieben verdammt lange Tage (This Is Where I Leave You)
- 2015: Jupiter Ascending
- 2015: A World Beyond (Tomorrowland)
- 2015: Alles steht Kopf (Inside Out)
- 2015: Jurassic World
- 2016: Zoomania (Zootopia)
- 2016: Star Trek Beyond
- 2016: Doctor Strange
- 2016: Rogue One: A Star Wars Story
- 2017: Spider-Man: Homecoming
- 2017: The Book of Henry
- 2017: Planet der Affen: Survival (War for the Planet of the Apes)
- 2017: Coco – Lebendiger als das Leben! (Coco)
- 2018: Jurassic World: Das gefallene Königreich (Jurassic World: Fallen Kingdom)
- 2018: Die Unglaublichen 2 (Incredibles 2)
- 2018: Bad Times at the El Royale
- 2019: Spider-Man: Far From Home
- 2019: Jojo Rabbit
- 2020: Let Him Go
- 2021: Die Flummel (Extinct)
- 2021: Spider-Man: No Way Home
- 2022: The Batman
- 2022: Jurassic World: Ein neues Zeitalter (Jurassic World Dominion)
- 2022: Lightyear
- 2022: Werewolf by Night
- 2023: Die Schneegesellschaft (La sociedad de la nieve)
- 2023: Next Goal Wins
- 2024: IF: Imaginäre Freunde (IF)
- 2025: The Fantastic Four: First Steps

### Fernsehen
- 1998: Teen Angel
- 1999: The Others
- 1999: Immer Ärger mit Schweinchen George (My Brother Pig, Fernsehfilm)
- 2001: Semper Fi
- 2001: Alias – Die Agentin (Alias, Fernsehserie)
- 2002: Mein Freund, der Geist (Redemption of the Ghost)
- 2004: Phenomenon II – Ein wunderbares Genie (Phenomenon II)
- 2004: Lost (Fernsehserie)
- 2005: Muppets: Der Zauberer von Oz (The Muppets’ Wizard of Oz)
- 2005: Pros and Cons (Pilotfilm)
- 2005: The Catch (Pilotfilm)
- 2006: Six Degrees (Fernsehserie)
- 2006: What About Brian (Fernsehserie)
- 2008: Fringe – Grenzfälle des FBI (Fringe, Fernsehserie)
- 2010: Undercovers (Fernsehserie)
- 2012: Alcatraz (Fernsehserie)

### Videospiele
- 1997: The Lost World
- 1998: The Lost World: Chaos Island
- 1998: Squad Commander
- 1998: Small Soldier
- 1999: T’ai Fu
- 1999: Warpath: Jurassic Park
- 1999: Medal of Honor
- 2000: Medal of Honor: Underground
- 2000: Muppets Monster Adventure
- 2002: Medal of Honor: Frontline
- 2002: Medal of Honor: Allied Assault
- 2003: Secret Weapons Over Normandy
- 2003: Call of Duty
- 2004: Call of Duty: United Offensive
- 2004: Call of Duty: Finest Hour
- 2004: Mercenaries: Playground of Destruction (Main Theme)
- 2006: Black (Main Theme mit Chris Tilton)
- 2006: Medal of Honor: Heroes
- 2007: Medal of Honor: Vanguard (Enthält ausschließlich Kompositionen, die Giacchino ursprünglich für ältere Spiele der Reihe komponierte)
- 2007: Medal of Honor: Airborne
- 2007: Medal of Honor: Heroes 2
- 2008: Turning Point: Fall of Liberty
- 2008: Fracture (zusammen mit Chris Tilton und Chad Seiter)

### Als Regisseur
- 2018: Monster Challenge (Kurzfilm)
- 2019: Star Trek: Short Treks (Webserie, Episode 2x04)
- 2022: Werewolf by Night

### Als Schauspieler
- 2007: Ratatouille (Sprechrolle)
- 2011: Super 8
- 2015: A World Beyond (Tomorrowland)
- 2015: Star Wars: Das Erwachen der Macht (Star Wars: The Force Awakens)
- 2018: Chaos im Netz (Ralph Breaks the Internet, Sprechrolle)